# アイスピック

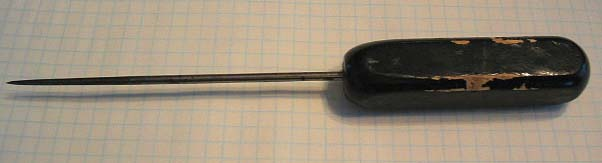
アイスピック

アイスピック（ice pick）は、氷を割るための調理道具。主としてカクテル、オン・ザ・ロックなど、酒やジュースなど飲み物に入れるための氷やクラッシュドアイスを作るために使う。
形状は穴開け用道具の千枚通しを大きくしたような、1本のニードルに柄をつけた形態のものが一般的である。柄尻は手や槌で叩いて力を加えられるように太く、さらに金具で補強されている場合が多い。大きさや形状は様様で、氷を細かく砕くのに特化した複数の先端（3本刃など）を持つもの、安全のため先端を覆うばね付のものもある。
材質は、水気に強いステンレス鋼のニードルに、濡れても滑りにくい木製の柄を付けたものが多いが、手入れを要する代わりにより強度の高い上質鋼製のもの、あるいはチタン製のもの、柄まで総金属製のものなどさまざまである。
古くは専門業者から大きな塊で供給されていた氷を、使用に適当なサイズに加工するために必須の道具であった。冷凍庫が広く普及した現在でも、飲食店などではイメージを演出するために割氷を供するのにアイスピックが使用される｡
出来た氷はきれいな形状にはならず、いわゆるかち割り氷となるが、それをあえて丸氷のように綺麗な造形物を仕上げるテクニックもバーテンダーの心得の一つとされる。
氷を割る性能を維持するためには、鋭い先端を刃物と同様に適宜研ぐ必要がある｡先端が鈍ると氷の結晶の間に入りにくくなり、氷を割るのに余計な力が必要になり作業能率が悪化するだけでなく、先端があらぬ方向に逸れて危険を招く恐れがある｡
水揚げした魚を氷詰めにするために、釣り道具に含まれていることもある｡
なお雪道や凍結した場所で使う杖状の滑り止めのこともアイスピックという。